# Бернарду Фолья
Бернарду Фолья (порт. Bernardo Folha, нар. 23 березня 2002, Порту) — португальський футболіст, півзахисник клубу «Порту».
Виступав, зокрема, за клуб «Порту Б», а також молодіжну збірну Португалії.
Володар Кубка Португалії.

## Клубна кар'єра
Народився 23 березня 2002 року в місті Порту. Вихованець юнацьких команд футбольних клубів «Боавішта», «Порту», → Padroense та «Порту».
У дорослому футболі дебютував 2021 року виступами за команду «Порту Б», у якій провів два сезони, взявши участь у 55 матчах чемпіонату. Більшість часу, проведеного у складі другої команди «Порту», був основним гравцем команди.
До складу клубу «Порту» приєднався 2021 року. Станом на 30 квітня 2023 року відіграв за клуб з Порту 4 матчі в національному чемпіонаті.

## Виступи за збірні
У 2019 році дебютував у складі юнацької збірної Португалії (U-18), загалом на юнацькому рівні взяв участь у 8 іграх.
У 2022 році залучався до складу молодіжної збірної Португалії. На молодіжному рівні зіграв в одному офіційному матчі.

## Титули і досягнення
- Володар Кубка Португалії (1):

«Порту»: 2022-2023
- Володар Кубка португальської ліги (1):

«Порту»: 2022-2023